# Thord Tamming

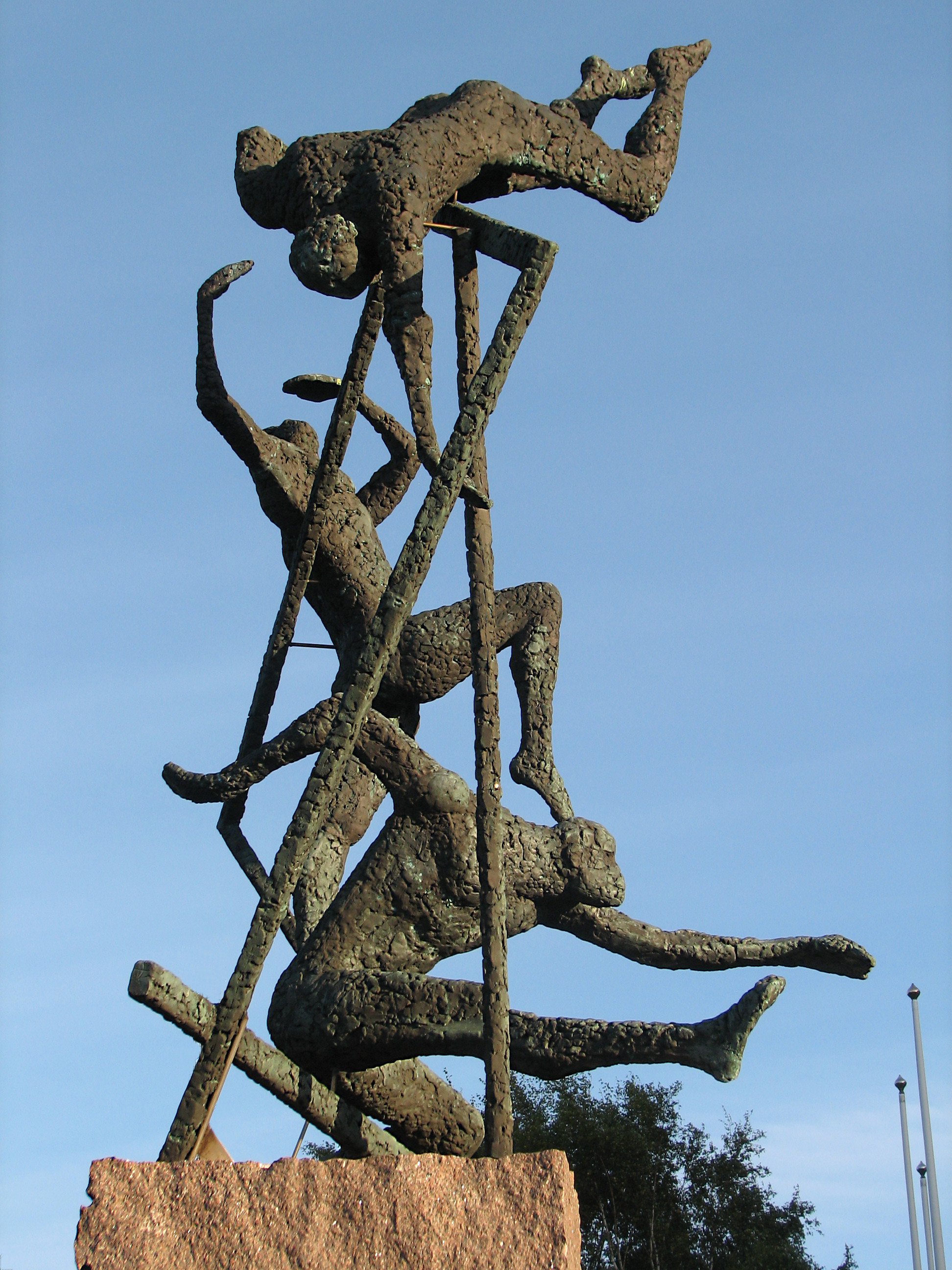
Thord Tammings skulptur VM i Fri Idrott i Göteborg.

Thord Tamming, född 16 november 1939 i Mönsterås, är en svensk skulptör.
Tamming studerade vid Valands konstskola i Göteborg. Efter studierna har han varit verksam som skulptör och har utfört ett flertal offentliga uppdrag. Bland hans offentliga arbeten märks VM-skulpturen i Göteborg, stenskulpturen Björnekullen i Partille och skulpturen Solidaritet i Kortedala. Hans konst består av reliefer, porträtt, rörelsestudier, modeller och rundskulpturer utförda i trä, gips, vax eller brons. 